# ライチョウ属
ライチョウ（ライチョウぞく、Lagopus）は、鳥綱キジ目キジ科に分類される属。

## 分布
北アメリカ大陸、ユーラシア大陸、グリーンランドなどの北極圏の島嶼

## 形態
冬季に羽色が白色化することが多い（カラフトライチョウの亜種アカライチョウL. l. scoticusは除く）。尾羽基部を被う羽毛（上尾筒）が、尾羽の先端まで伸長する。カラフトライチョウとライチョウは尾羽が黒く、オジロライチョウは白い。
冬季には後肢は趾先まで羽毛で被われる。雌雄で形態は異なる（雌雄二型）が、雌雄は類似する。

## 分類
英名ではPtarmiganと呼称され、他のライチョウ類のGrouseとは区別される。
以下の分類・英名はIOC World Birdlist(v7.3)に、和名は黒田・橋崎(1987)に従う。
- Lagopus lagopus カラフトライチョウ Willow ptarmigan
- Lagopus leucura オジロライチョウ White-tailed ptarmigan
- Lagopus muta ライチョウ Rock ptarmigan[3]

## 生態
極地や高山・ツンドラなどに生息する。

## 画像

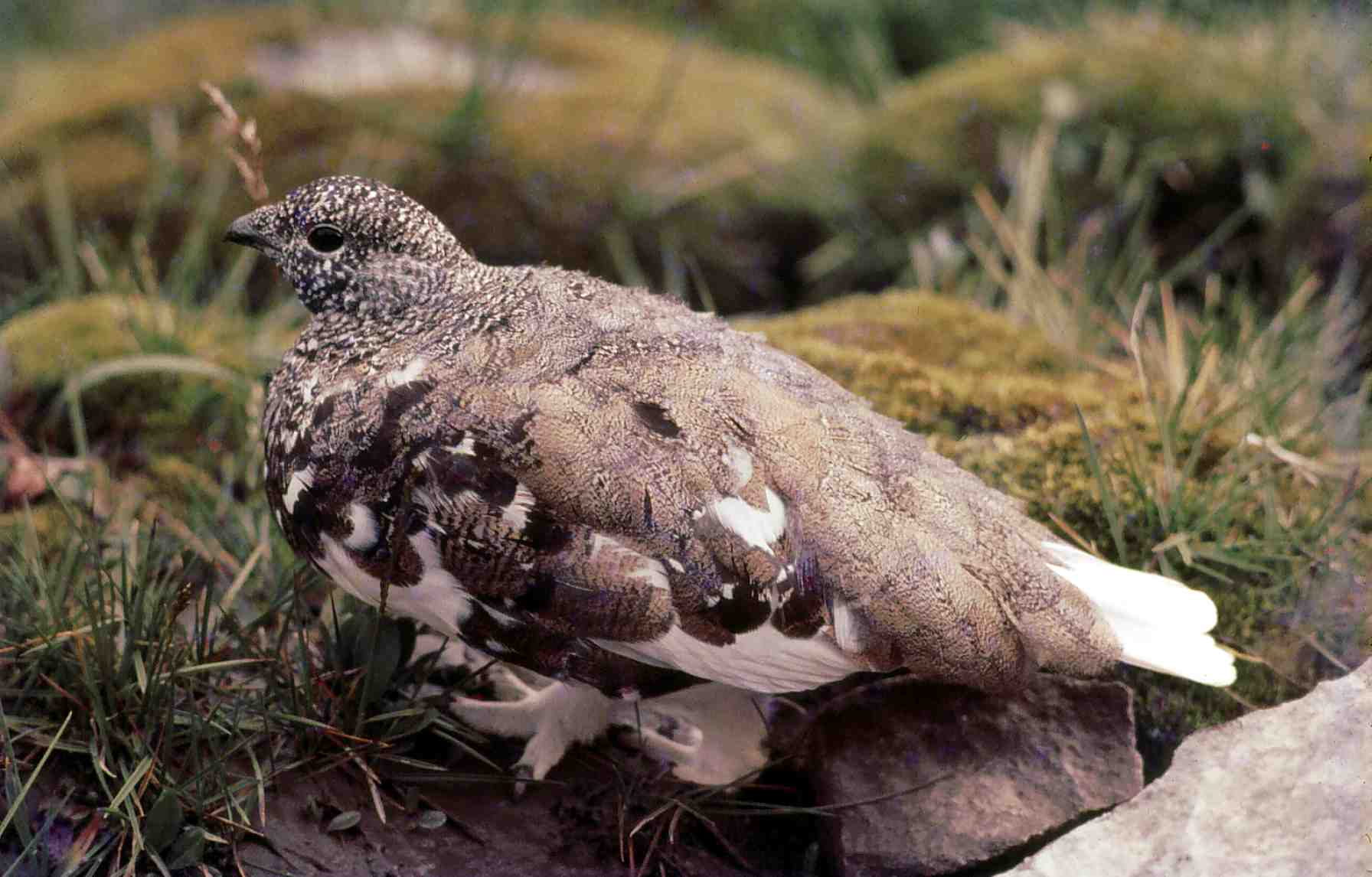
オジロライチョウ L. leucura
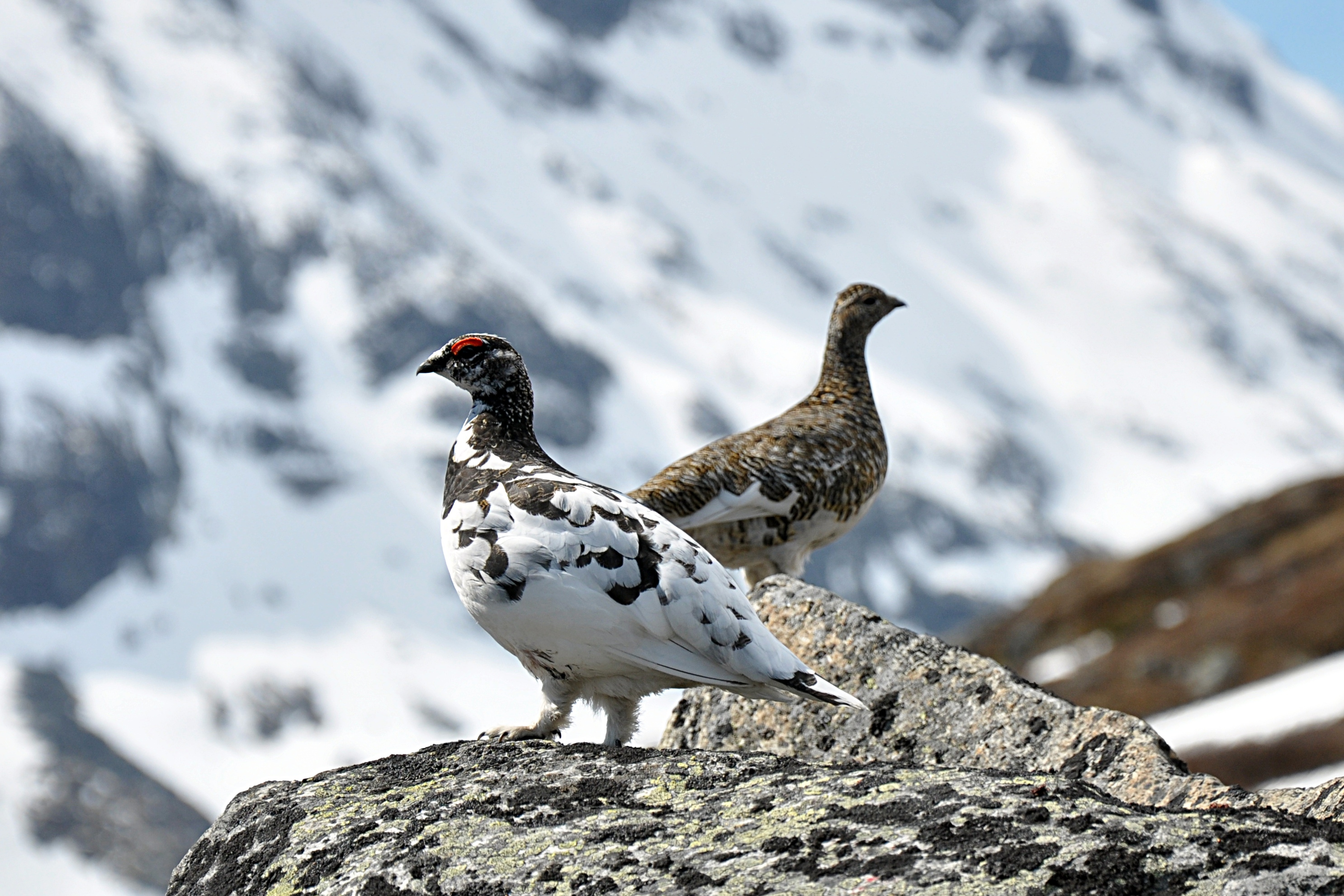
ライチョウ L. muta